# Борисовка (Мордовский район)

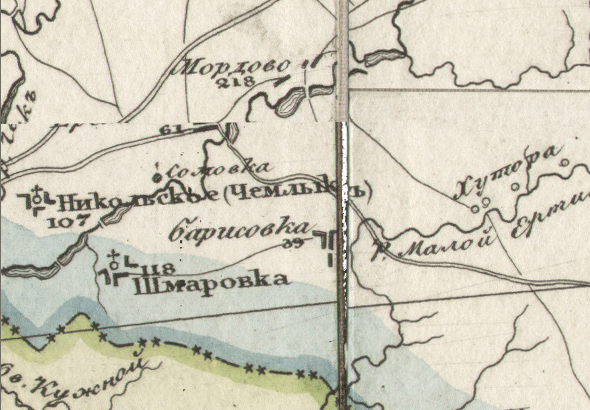
Село Борисовка на специальной карте Западной части Российской империи.

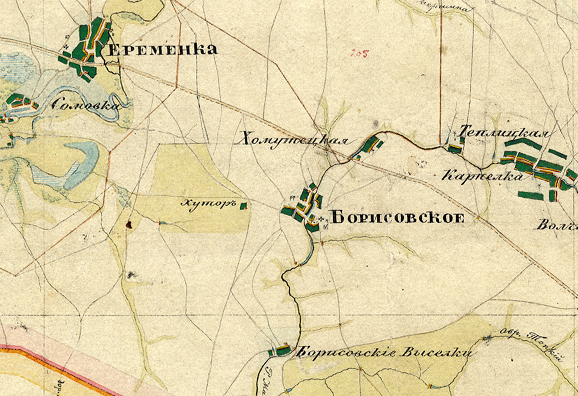
Село Борисовка на карте А. И. Менде.

Борисовка — село Мордовского района Тамбовской области, входящее в состав Мордовского поссовета.
Село расположено в 8 км от районного центра Мордово, в южной части района на берегах реки Малый Эртиль. Поблизости находятся населённые пункты Липовка, Хомутец, Дёмино, Карпели.

## История
В Российской империи село располагалось в составе сначала Мордовской, затем Карпельской волости в Талицком стане Усманского уезда Тамбовской губернии.
Точная дата образования села неизвестна. На планах генерального межевания Усманского уезда 1780—1790 годов село отсутствует, а самое раннее известное упоминание Борисовки встречается в ревизских сказках 1816 года: «1816-го года марта дня Тамбовской губернии Усманского уезда деревни Борисовка что на малом Эртиле о состоянии мужского и женского пола однодворцев».
В деревне числилось 202 д. м. п. и 59 дворов.
На специальной карте Западной части Российской империи, составляемой с 1826 по 1840 год, Борисовка обозначена как большая деревня в 39 дворов. 
На карте Тамбовской губернии А. И. Менде (1862 год) Борисовка изображена уже как село.
В 1866 году был издан список населённых мест Тамбовской губернии по сведениям 1862 года, согласно которому в казённом селе Борисовка (Покровское) насчитывалось 100 дворов с 329 жителями мужского пола и 353 женского пола, имелась церковь.
В 1897 году была проведена первая всеобщая перепись населения Российской империи, по её данным был составлен и выпущен список населённых мест в 500 и более жителей. По имеющимся в нём данным в состав Борисовки входила деревня Никифоровка, и численность населения села составляла: мужского пола — 506 человек, женского пола — 530 человек. Все жители православного вероисповедания.
Наиболее подробные описания села Борисовка связаны с находившейся в селе Покровской церковью.
По справочной книжке Тамбовской епархии 1902 года:
Борисовка, ц. Покровская, 1838 год, количество земли — 33 десятин. Личный состав причта: священник Илья Васильевич Бобров, дьякон Николай Иванович Реморов, псаломщик Семен Иванович Троицкий. В приходе церкви две деревни. Число дворов в приходе — 199, число душ мужского пола в приходе — 812 человек. Число учеников в церковной школе — 25 человек, в земской — 41 человек.
В историко-статистическом описание Тамбовской епархии 1911 года присутствуют сведения, как о Покровской церкви, так и о самом селе:

Борисовка. Церковь каменная, холодная, построенная в 1838 г. на средства прихожан. Престолов два: главный — во имя Покрова Пресвятой Богородицы (1 октября) и придельный — в честь Казанской иконы Божьей Матери (8 июля). Приход открыт в 1837 г.. Местночтимая Иверская икона Божьей Матери и св. Пантелеймона, привезённые в 1876 г. с Афона.
Дворов 150, д. м. п. 556, ж. п. 625, великороссы, земледельцы, имеют 17 саж. земли на душу.
В приходе две деревни: 1) Малая Борисовка (Липовка), 38 дв., д. м. п. 198, ж. п. 171, в 2 вер. от церкви; 2) Хомутец, 42 дв, д. м. п. 142, ж. п. 154, в 1,5 вер. от церкви. Есть небольшой хутор Усманского купца Придорогина, в 1-й вер. от храма. Река Малый Эртиль.
Школ две: церковно-приходская женская и земская мужская, обе одноклассные, законоучителю в церковно-приходской школе 30 руб. и в земской 60 руб. в год; дьякон-учитель в церковной школе получает 360 руб в год; с 1895 г. существует общество трезвости. Имеются опись церковного имущества и метрические книги с 1837 г. Церковная библиотека имеется.
Штат: священник, дьякон и псаломщик. У причта 33 дес. пахотной земли, удобная, но не совсем урожайная, в двух участках в 300 саж. и в 1-й вер. Земля дает годового дохода 300 р. Братский годовой доход 400—450 руб. Кроме того причт получает ежегодно пособие от казны в размере 550 руб. 

Приход от ст. «Мордово» и почтового отделения в 8 вер., больницы, базара и благочинного в 7 вер., волости в с. Карпелях (ближайшая церковь) в 4 вер., г. Усмани в 75 вер. и г. Тамбова в 100 вер. Адрес: Мордовская почтово-телеграфная контора, с. Борисовка. Земский начальник 1 уч., пристав 3 стана Усманского у.

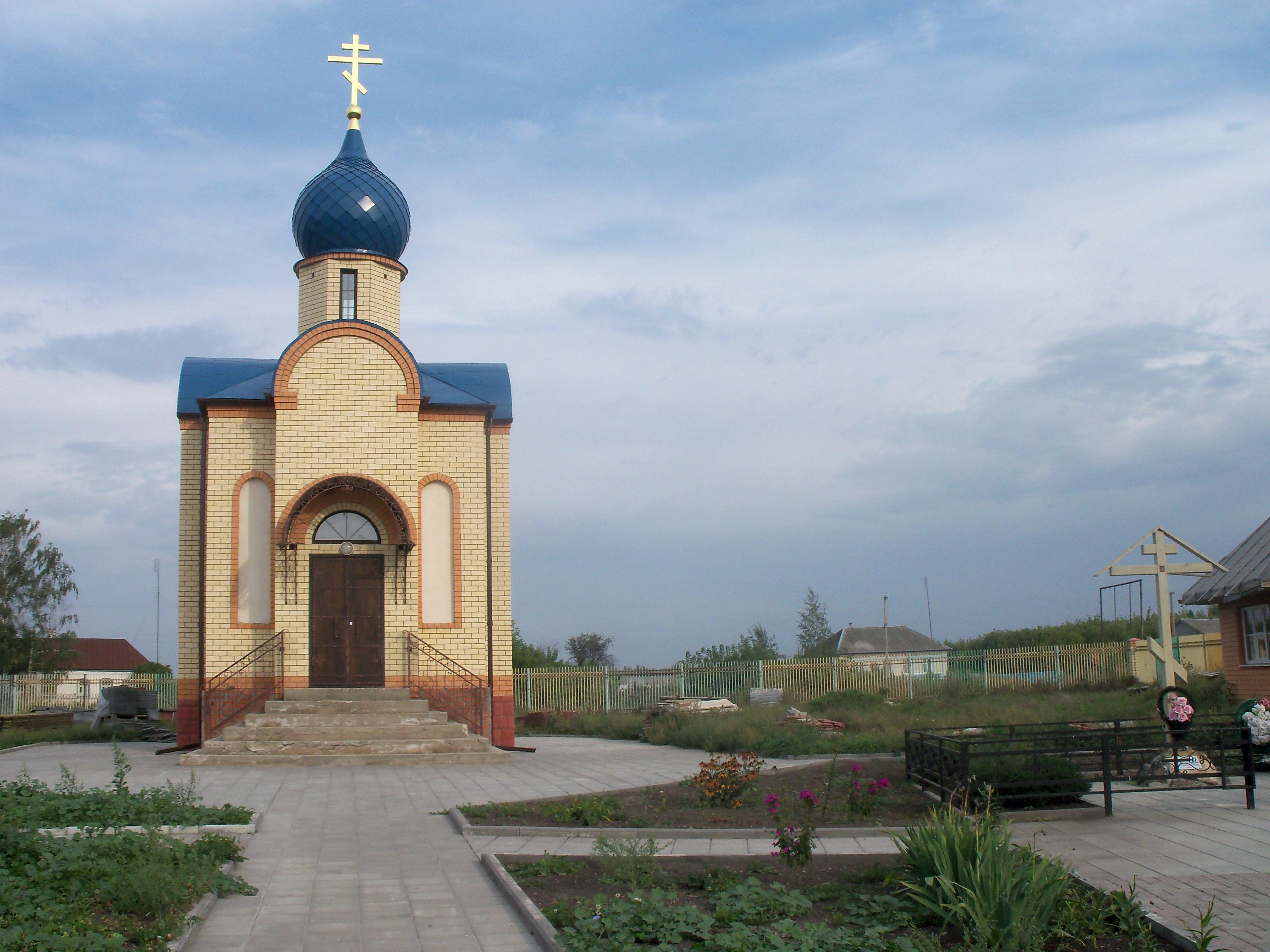
Покровская церковь села Борисовка (Лето 2011).

В 1930 — е годы, с началом коллективизации, были образованы четыре колхоза: «Волна революции» (д. Хомутец), «Коминтерн» (с. Борисовка), «им. Чкалова» (д. Липовка), «Красная звезда» (с. Борисовка).
В годы Великой Отечественной войны с. Борисовка, д. Липовка и д. Хомутец проводили на фронт 329 человек. Из них не вернулись с полей сражения 201.
В 1949 году колхозы объединились в один, получивший название «Красная звезда». В 1956 году села Борисовка и Карпели образуют один колхоз «Россия».
С 1990 года колхоз «Россия» преобразуется в предприятие СХПК «Борисовский». В 1994 году земля колхоза была разделена на паи, которые в 2002 году были отданы в аренду.
В начале июня 2006 года на месте разрушенной в 1936 году Покровской церкви был установлен поклонный крест, а вскоре началось строительство будущей Покровской церкви.
В 2011 году на территории села было начато строительство газопровода низкого давления.

## Рельеф и климат
Борисовка расположена на Тамбовской равнине Окско-Донской низменности. Высота местности над уровнем моря 150 м. Местность относится к западному климатическому району Тамбовской области. Лето, весна, зима и осень выражены отчётливо. Лето и зима продолжаются от 3,5 до 4 месяцев. Весна и осень продолжаются менее 3 месяцев. Средняя температура зимой −8 −12 С. Летом +18 +22 С. Количество осадков 400—600 мм.

## Транспорт и дороги
Через центр села Борисовка проходит дорога со щебёночным покрытием. Сеть грунтовых дорог связывает село с близлежащими населёнными пунктами района. Рядом с селом проходит автобусный маршрут, соединяющий города Тамбов и Воронеж.

## Связь
Услуги связи оказывает Тамбовский филиал ОАО «ЦентрТелеком». На территории села осуществляется приём сигналов ведущих операторов сотовой связи. Имеется отделение Почты России.

## Торговля
На территории села расположен магазин, в котором можно приобрести продукты питания и хозяйственные товары.

## Образование

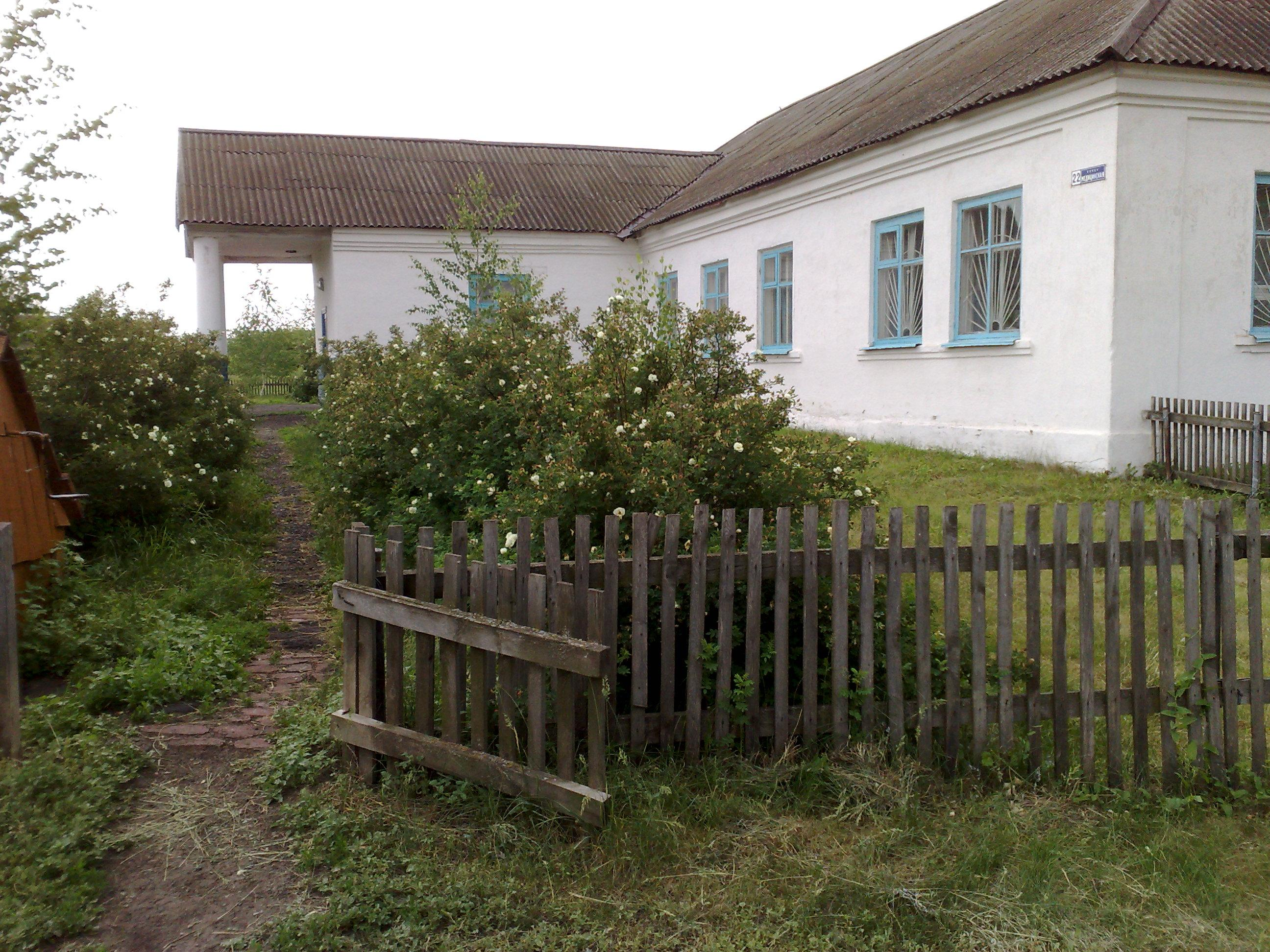
Здание школы села Борисовка.

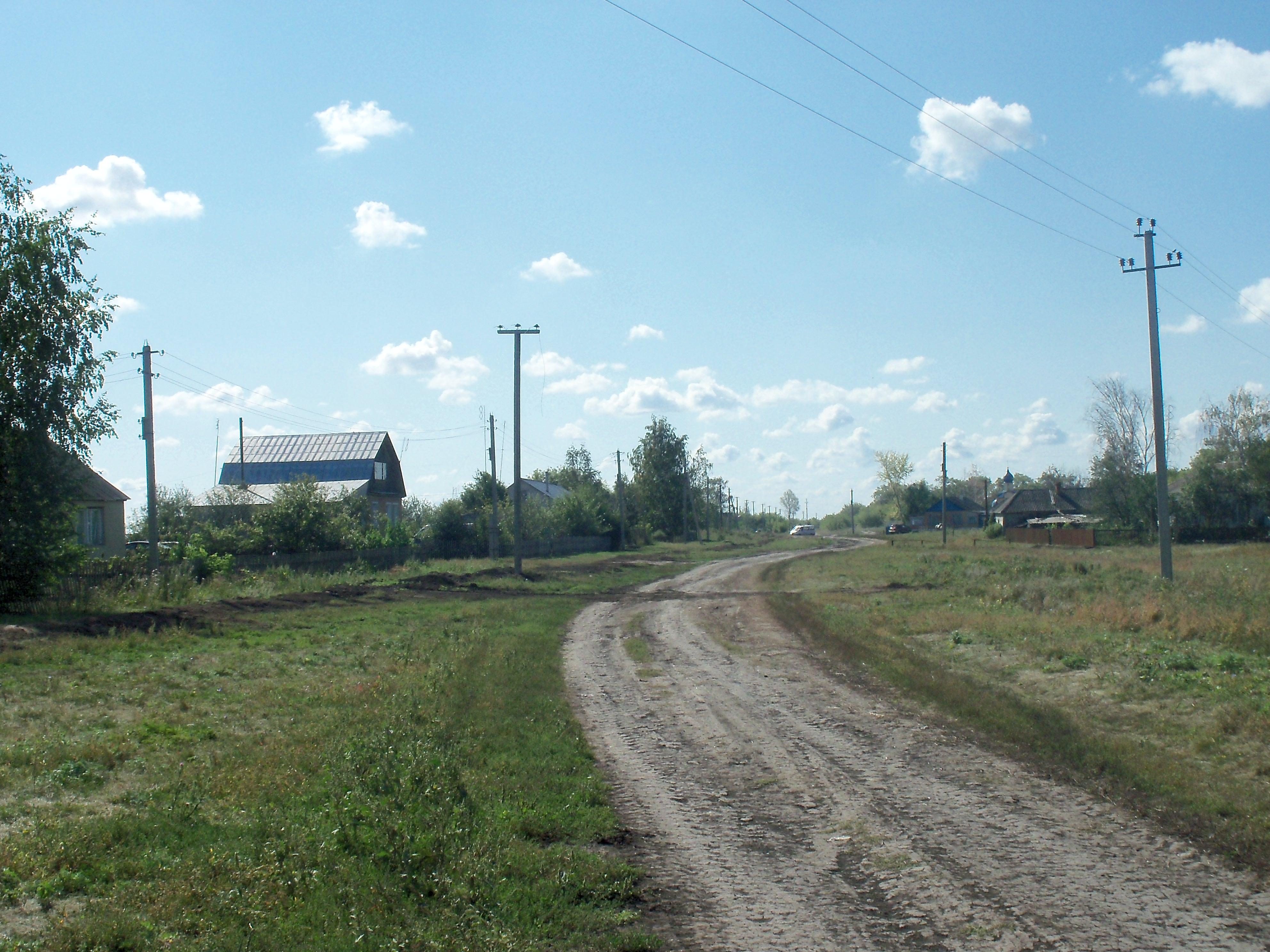
Улица Прибрежная села Борисовка.

Школа в селе Борисовка появилась во второй половине XIX века.

В инспекторском отчете 1891 г. отмечалось: «Борисовское (начальное) училище открыто в 1870 г. размещается в деревянной церковной караулке, довольно тесной и не вполне светлой. Учащихся найдено 36 мальчиков. Их обучает Белоруков Семён Сергеевич, окончивший учительскую семинарию Московского воспитательного дома».
В начале XX в. — однокомплектная начальная земская школа размещалась в церковной караулке. В 1912 г. — 45 учащихся, учитель Иван Степанович Моречков.
После Октябрьской революции — начальная. С 1933 г. — семилетка. С 1962 г. — восьмилетка.
Здание (320 кв. м.) деревянное, одноэтажное, крытое железом. Отопление -центрально — водяное, освещение — электрическое.

Кабинеты: физики, биологии; библиотека (2300 экз.), фруктовый сад (0,32 га).
В мае 1999 года школа сгорела, и за три летних месяца под школу было перестроено здание клуба.
В 2007 году общая школа Борисовки была преобразована в начальную.
Также в здании школы расположены фельдшерско-акушерский пункт МУЗ «Мордовская центральная районная больница» и библиотека.
В сентябре 2011 года, после почти полуторавековой работы, школа села Борисовка была закрыта.

## Известные уроженцы
Уроженцами села Борисовка являются:
- Сорокин-Ковалев, Федор Данилович (1886—1941), политический деятель, эсер, в 1917 году председатель Усманского Совета крестьянских депутатов, член Центрального бюро ПСР в 1919—1920 годах. Репрессирован. Реабилитирован в мае 1991 года Прокуратурой СССР.
- Фаныгин Анатолий Петрович, механизатор, Герой Социалистического Труда. Родился в 1929 г. в с. Борисовка. Трудовой путь начал тринадцатилетним подростком в совхозе «Пугачевский» Воронежской области. После службы на Черноморском флоте по комсомольской путевке осваивал целину в Кокчетавской степи. За рычаги трактора сел в 1947 г.

В 1960 г. Фаныгин вместе с семьей переехал на постоянное место жительства в совхоз «Комсомолец» Тамбовского района. Через девять лет он возглавил тракторно-полеводческую бригаду.
Применяя научно обоснованную систему земледелия, его бригада ежегодно выращивала высокие урожаи зерновых и технических культур. Передовой бригаде было присвоено звание коллектива высокой культуры земледелия.
В 1968 году Фаныгин получил бронзовую медаль ВДНХ СССР. За высокие производственные достижения в восьмой пятилетке механизатор в 1971 г. награждён орденом Ленина. В 1973 г. ему присвоено звание Героя Социалистического Труда с вручением второго ордена Ленина и Золотой медали «Серп и Молот». За отличные показатели по итогам первого года десятой пятилетки он удостоен ордена Октябрьской Революции.
Основную производственную деятельность Фаныгин сочетал с активной общественной работой. Он являлся членом областного и районного комитетов КПСС, членом парткома совхоза. Его избирали делегатом XXV съезда КПСС, депутатом Верховного Совета СССР.